# Юліан Йонсон
Юліан Йонсон (фар. Julian Johnsson, нар. 24 лютого 1975, Торсгавн) — фарерський футболіст, що грав на позиції півзахисника.
Виступав, зокрема, за клуб «Галл Сіті», а також національну збірну Фарерських островів.

## Клубна кар'єра
У дорослому футболі дебютував 1993 року виступами за команду «ГБ Торсгавн», у якій провів два сезони, взявши участь у 36 матчах чемпіонату. 
Згодом з 1996 по 2001 рік грав у складі команд «Б36 Торсгавн», «Конгсвінгер» та «Согндал».
Своєю грою за останню команду привернув увагу представників тренерського штабу клубу «Галл Сіті», до складу якого приєднався 2001 року. Відіграв за клуб з Галла наступний сезон своєї ігрової кар'єри. Більшість часу, проведеного у складі «Галл Сіті», був основним гравцем команди.
Протягом 2002—2004 років захищав кольори клубів «Б36 Торсгавн» та «Акранес».
Завершив ігрову кар'єру у команді «Б68 Тофтір», за яку виступав протягом 2005—2007 років.

## Виступи за збірну
У 1995 році дебютував в офіційних матчах у складі національної збірної Фарерських островів.
Загалом протягом кар'єри в національній команді, яка тривала 12 років, провів у її формі 62 матчі, забивши 6 голів.